# Domysłów
Domysłów [dɔˈmɨswuf] (tiếng Đức: Dannenberg) là một ngôi làng thuộc khu hành chính của Gmina Wolin, thuộc quận Kamień, West Pomeranian Voivodeship, ở phía tây bắc Ba Lan. Nó nằm khoảng 11 kilômét (7 mi) phía bắc của Wolin, 14 km (9 mi)  về phía tây Kamień Pomorski và 58 km (36 mi) phía bắc thủ đô khu vực Szczecin.
Ngôi làng có dân số 200 người.